# لومباردو بويار
لومباردو بويار (بالإنجليزية: Lombardo Boyar)‏ مواليد 1 ديسمبر 1973 في إل باسو، الولايات المتحدة، هو ممثل وكوميدي أمريكي بدأ مسيرته الفنية سنة 1996.

## الأعمال
- جيا
- رحل في ستين ثانية
- سيم ون
- الأقدام المرحة
- الأقدام المرحة 2
- بزوغ كوكب القردة

## روابط خارجية
- لومباردو بويار على موقع IMDb (الإنجليزية)
- لومباردو بويار على موقع قاعدة بيانات الفيلم (الإنجليزية)